# Irmela Marei Krüger-Fürhoff
Irmela Marei Krüger-Fürhoff (* 1965) ist eine deutsche Literaturwissenschaftlerin.

## Leben
Von 1988 bis 1994 studierte sie allgemeine und vergleichende Literaturwissenschaft, neuere deutsche Literatur und Betriebswirtschaftslehre in Berlin (1994 Magistra Artium an der FU Berlin) und an der Cornell University. Nach der Promotion 2000 an der Humboldt-Universität zu Berlin und der Habilitation 2011 an der Universität Bielefeld (Venia legendi: Neuere deutsche Literatur und Allgemeine und vergleichende Literaturwissenschaft) ist sie seit 2014 Professorin für Neuere deutsche Literatur an der FU Berlin.
Ihre Forschungsschwerpunkte sind Literatur vom 18.–21. Jahrhundert, literarische Anthropologie und Ästhetik um 1800, Literatur und Wissen, Interferenzen zwischen Literatur und Medizin
Literatur und Comics, Bild-Text-Interaktionen, Konzepte von Alter und Demenz in Literatur und anderen Medien und Krankheitsdarstellungen in Literatur und Comic.

## Schriften (Auswahl)
- als Herausgeberin mit Claudia Benthien: Über Grenzen. Limitation und Transgression in Literatur und Ästhetik. Stuttgart 1999, ISBN 3-476-45207-7.
- Der versehrte Körper. Revisionen des klassizistischen Schönheitsideals. Göttingen 2001, ISBN 3-89244-487-0.
- als Herausgeberin mit Claudia Breger und Tanja Nusser: Engineering Life. Narrationen vom Menschen in Biomedizin, Kultur und Literatur. Berlin 2008, ISBN 3-86599-044-4.
- Verpflanzungsgebiete. Wissenskulturen und Poetik der Transplantation. München 2012, ISBN 978-3-7705-5061-6.